# Tiptonville
La ville américaine de Tiptonville est le siège du comté de Lake, dans l’État du Tennessee. Lors du recensement de 2010, sa population s’élevait à 4 464 habitants.
Tiptonville se trouve à proximité de la piste de Santa Fe.

## Histoire
En 1788, l'explorateur James Carleton cartographie la zone et dessine une ligne Imum coeli qui passe à travers la future Tiptonville. L'avenue principale de Tiptonville (Church street) est alignée sur cette ligne historique.
Le village de Tiptonville est fondée en 1870 par William B. Tipton. En 1880, le village compte 125 habitants.
Son emplacement en haut d'une colline l'a épargné des inondations depuis sa fondation. Le village sert de dépôt pour la Confederate States Army pendant la Guerre de Sécession.
Dans les années 1970, deux ponts traversant le Mississipi et bâtis à proximité de la ville ont définitivement fait chuté les activités du ferry local.

## Géographie
Peu après la Guerre de Sécession, un banc de sable bloque le cours de la rivière provenant du Mississipi et qui traversait historiquement le village.